# Songs of the Humpback Whale
Songs of the Humpback Whale è il romanzo d'esordio di Jodi Picoult.

## Trama
La logopedista Jane Jones è sposata da quasi vent'anni con il famoso biologo marino Oliver Jones, e insieme hanno una figlia adolescente, Rebecca. Oliver ha un comportamento emotivamente violento e distante; dopo una discussione accesa che culmina con Jane che schiaffeggia Oliver, Jane decide di andarsene di casa con Rebecca trasferendosi da suo fratello Joley, che vive e lavora in un frutteto di mele nel Massachusetts. Joley guida Jane e Rebecca attraverso uno scambio epistolare presso uffici postali designati, mentre Oliver inizia ossessivamente a rintracciare la moglie e la figlia.
Il frutteto in cui vive Joley è di proprietà di Sam, che ospita e impiega anche il suo amico Hadley. A poco tempo dall'arrivo di Jane e Rebecca, le due iniziano rispettivamente una relazione con Sam e Hadley. Ciò crea delle controversie a causa dell'ampio divario di età tra i membri delle coppie, in quanto Hadley a venticinque anni e Rebecca quindici, mentre Jane ne ha trentacinque e Sam venticinque. Non volendo che la figlia frequenti un uomo così maturo, Jane convince Sam a cacciare con riluttanza Hadley.
Oliver rintraccia moglie e figlia e le raggiunge con l'intenzione di riportarle a San Diego. Temendo di essere separata da Hadley, Rebecca scappa con lui in cima a una montagna. I due vengono scoperti in mattinata da Oliver, Sam e una guardia forestale; spaventato, Hadley muore cadendo in un precipizio nel tentativo di fuggire, mentre Rebecca è costretta a tornare a casa essendosi ammalata di polmonite per aver trascorso la notte fuori.
Senza altra scelta, Jane e Rebecca tornano a San Diego con Oliver.